# ۱۶ سپتامبر
۱۶ سپتامبر دویست و پنجاه و نهمین (در سال‌های کبیسه دویست و شصتمین) روز سال در گاه‌شماری میلادی است. ۱۰۶ روز تا پایان سال باقی‌است.

## رویدادها
- ۱۹۳۹ - پایان نبرد خالخین گل با پیروزی شوروی و مغولستان بر امپراتوری ژاپن
- ۱۹۴۱ - جنگ جهانی دوم: تکمیل محاصره جبهه جنوب غربی شوروی در نبرد نخست کی‌یف
- ۱۹۸۲ - کشتار پناهندگان مسلمان فلسطینی در صبرا و شتیلا از سوی نیروهای مسیحی لبنانی با حمایت نیروهای اسراییل.

## زادروزها
- ۱۸۵۳ - آلبرشت کوسل، زیست‌شناس آلمانی.
- ۱۸۵۹ - یوآن شیکای، نظامی چینی.
- ۱۸۸۸ - فرانس امیل سیلانپا، نویسنده فرانسوی.
- ۱۸۸۸ - والتر اوون بنتلی، صنعتگر و مهندس سازنده موتور‌های خودرو اهل انگلستان.
- ۱۹۱۰ – کارل کلینگ، مدیر و رانندهٔ مسابقات فرمول یک اهل آلمان.
- ۱۹۱۹ - لارنس جی. پیتر، روان‌شناس اهل کانادا.
- ۱۹۲۵ - بی.بی. کینگ، نوازنده گیتار الکتریک، مشهور به شاه بلوز.
- ۱۹۴۹ - اد بیگلی. جی آر، بازیگر اهل آمریکا.
- ۱۹۶۱ - بیلیدا بوچر، خواننده و نوازنده انگلیسی.
- ۱۹۷۱ - ایمی پولر، بازیگر و کمدین آمریکایی.
- ۱۹۷۳ - جاستین هیث، فیلمنامه نویس و تهیه کننده آمریکایی.
- ۱۹۸۲ - لئون نایت، بازیکن فوتبال اهل بریتانیا.

## درگذشت‌ها
- ۱۷۳۶ - دانیل گابریل فارنهایت، دانشمند آلمانی و سازنده دماسنج جیوه‌ای.
- ۱۹۳۱ - عمر مختار، رهبر مبارزات مردمی لیبی در برابر نیروهای استعماری ایتالیایی.
- ۱۹۳۶ - ژان-بتیست شارکو، پزشک و دانشمند فرانسوی.
- ۱۹۴۴ - گوستاف باوئر، صدر اعظم و رهبر حزب سوسیال دموکرات آلمان.
- ۱۹۶۵ - فرد کوئیمبی، تهیه‌کننده پویانمایی آمریکایی.
- ۱۹۸۰ - ژان پیاژه، روان‌شناس و زیست‌شناس سوئیسی.
- ۲۰۰۱ - ساموئل زد. آرکوف، تهیه کننده فیلم اهل آمریکا.
- ۲۰۰۳ - شب وولی، بازیگر و خواننده آمریکایی.
- ۲۰۱۲ - فریدریش زیمرمان، سیاستمدار اهل آلمان.
- ۲۰۱۶ - ادوارد آلبی، نمایشنامه نویس آمریکایی.

## مناسبت‌ها
- روز جهانی حفاظت از لایه ازون